# 卡紹埃拉杜阿拉里

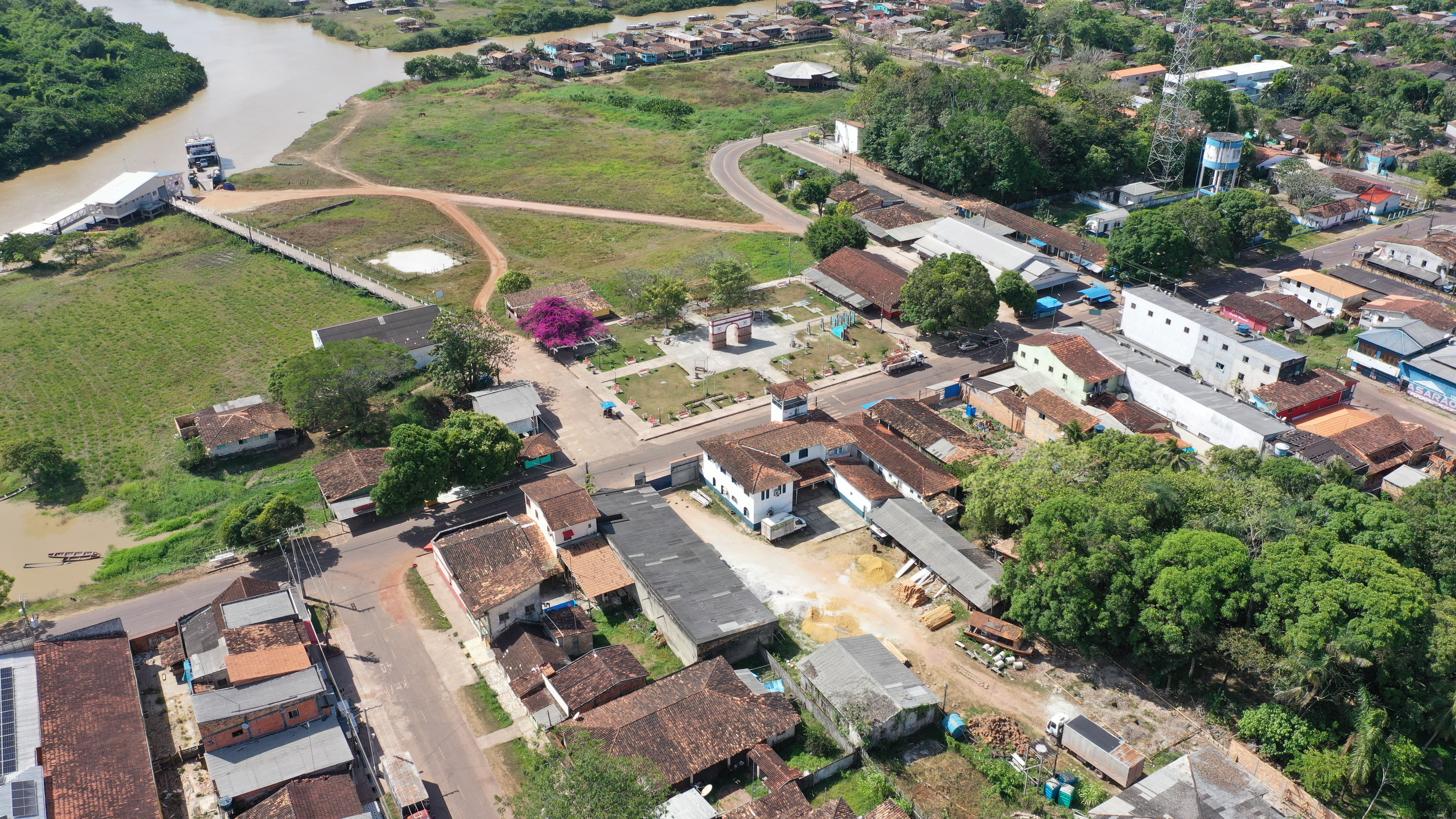
卡紹埃拉杜阿拉里

1°0′39″S 48°57′46″W / 1.01083°S 48.96278°W
卡紹埃拉杜阿拉里（葡萄牙語：Cachoeira do Arari），是巴西的城鎮，位於該國北部，由帕拉州負責管轄，面積3,102平方公里，海拔高度20米，2010年人口20,460，人口密度每平方公里6.6人。